# June Spencer

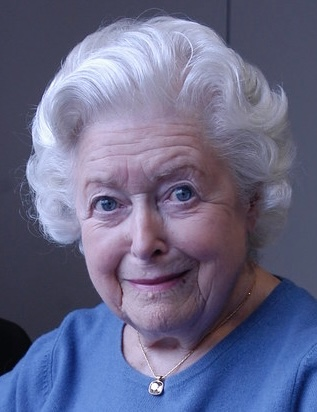
June Spencer (2009)

June Rosalind Spencer (* 14. Juni 1919 in Nottingham; † 8. November 2024) war eine britische Schauspielerin und Hörspielsprecherin.

## Leben
June Spencer wuchs in Nottingham auf. Während ihrer Schulzeit war sie in einer Laienspielgruppe aktiv. Nach ihrem Schulabschluss absolvierte sie eine Schauspielausbildung an einer Schauspielschule in London. Danach war sie an verschiedenen Bühnen tätig und spielte unter anderem in Stücken von Shakespeare. Als Film- und Fernsehschauspielerin trat sie nur selten auf.
Einen hohen Bekanntheitsgrad im Vereinigten Königreich erlangte Spencer vor allem durch ihre Rolle als Peggy Woolley in der bei BBC Radio 4 ausgestrahlten Hörfunkserie The Archers. Diese Rolle sprach sie in über 19.000 Folgen von 1950 bis 1953, von 1956 bis 1958 und erneut von 1961 bis zum 31. Juli 2022, also insgesamt 66 Jahre lang.
June Spencer wurde für ihre Verdienste um das Theater und für Wohltätigkeit im Jahr 1991 mit dem Order of the British Empire (OBE) ausgezeichnet.
Spencer war von 1942 bis zu dessen Tod im Jahr 2001 mit Roger Brocksom verheiratet. Aus der Ehe gingen eine Tochter und ein Sohn († 2006) hervor. Spencer wohnte in Surrey. Mit ihrem Ehemann besaß sie auch jahrzehntelang ein Ferienhaus auf Menorca. Ende des Jahres 2022 zog Spencer in eine Seniorenresidenz. Am 8. November 2024 starb June Spencer im Alter von 105 Jahren.

## Filmografie
- 1957: Desert Island
- 1965: Doctor Who (Fernsehserie, 1 Folge)
- 1972: Thirty Minutes
- 1985: Songs of Praise
- 2010: Doctors (Fernsehserie, 1 Folge)